# Parti de la défense des intérêts de Kolda
Le Parti de la défense des intérêts de Kolda était un parti politique sénégalais local, créé à Kolda dans les années 1960.